# I Want You (canção de MØ)
"I Want You" é uma canção da cantora e compositora dinamarquesa MØ, contida em seu segundo álbum de estúdio, Forever Neverland. Seu lançamento ocorreu em 21 de setembro de 2019, através da gravadora Columbia Records, servindo como sexto single do trabalho. Foi composta por MØ, Sarah Aarons e STINT, tendo como produtor o último.

## Fundo
MØ publicou uma nota sobre a música em seu Instagram, onde diz:
| “ | Eu sei que nunca estou em casa e quando estou, sou temperamental e indecisa. Sinto muito por isso - tudo que eu quero é você.. | ” |

## Videoclipe
Intitulada "The House", MØ se conectou com a atriz, diretora e escritora dinamarquesa Emma Rosenzweig para uma nova trilogia em vídeo, abrindo com 'I Want You', lançada em 25 de outubro de 2019 - sucedido por "Beautiful Wreck" e prosseguido por "Red Wine".
Como primeiro capítulo da trilogia, "I Want You" retrata  um assunto tenro, às vezes quase irracional, enfatizando a natureza humana de sua arte.
Para o videoclipe, MØ decidiu não aparecer, preferindo destacar as dançarinas Annie Li Cao, Isabel De Oleza Frederiksen e Niki Pourahmad. Ambas as protagonistas apresentam uma performance artística de grande poesia ao longo da música.